# North Cascades
Pour les articles homonymes, voir Cascades.
Les North Cascades sont une formation montagneuse qui fait partie de la chaîne des Cascades (en anglais : Cascade Range) dans l'Ouest de l'Amérique du Nord.
Elles s'étendent depuis la frontière entre la province canadienne de la Colombie-Britannique et l'État de Washington aux États-Unis.
Il s'agit de montagnes principalement non volcaniques mais qui incluent les stratovolcans du mont Baker et du pic Glacier, qui font partie de l'arc volcanique des Cascades (en anglais : Cascade Volcanic Arc). La partie située au Canada est appelée Cascade Mountains par les Canadiens et Canadian Cascades par les habitants des États-Unis.

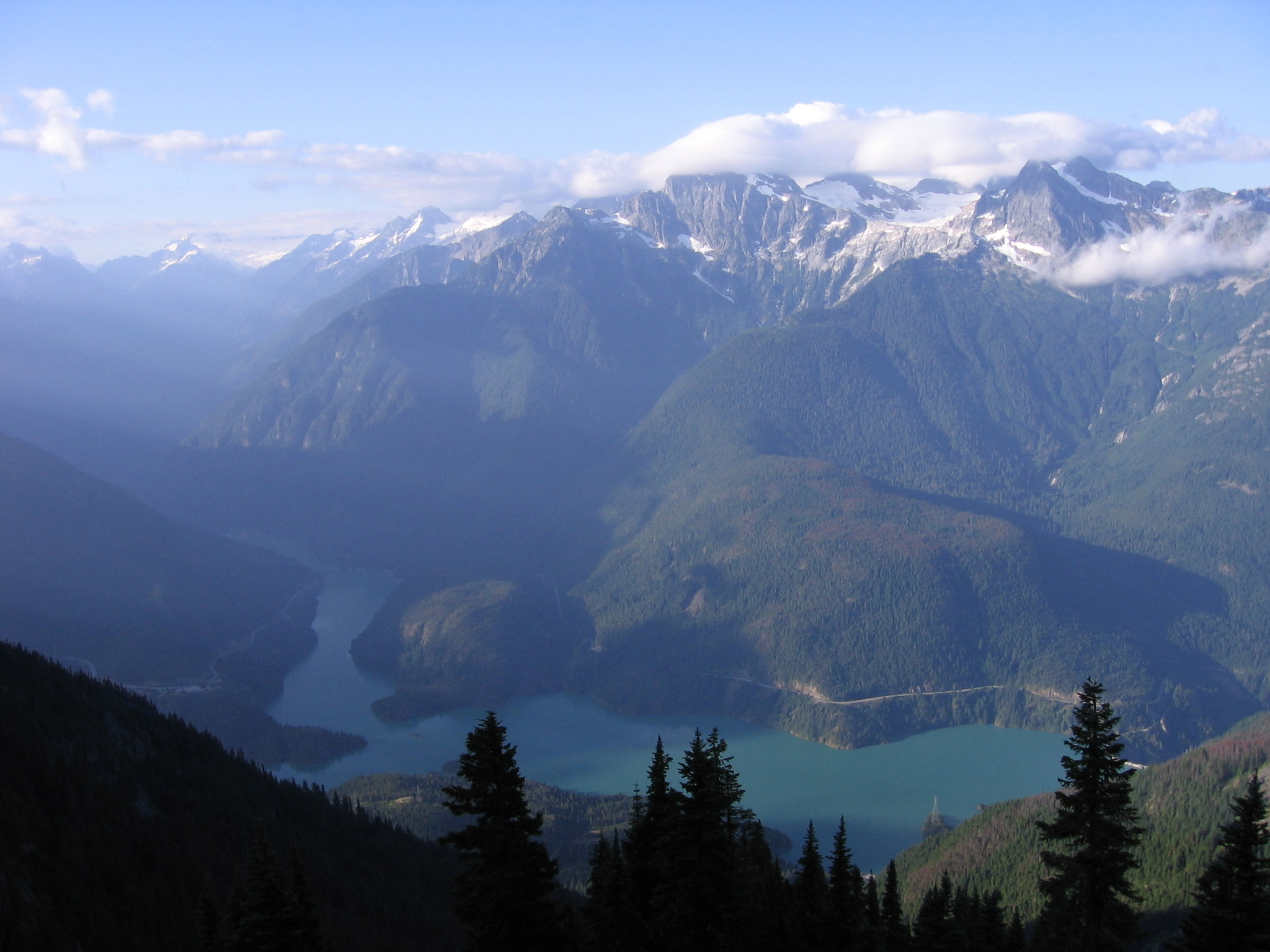
Le lac Diablo, le pic Colonial et le pic Pyramid dans les North Cascades

Les North Cascades sont particulièrement renommées pour leurs paysages spectaculaires et pour le caractère exigeant de leurs sites de pratique de l'alpinisme.
Alors que tous les sommets, excepté les deux volcans, se situent en dessous de 3 000 mètres, les vallées abritent un important relief local, souvent au-dessus de 2 000 mètres.

## Subdivisions

Carte des subdivisions de la chaîne des Cascades. Les North Cascades sont en vert.

| Chaînon de l'extrême nord Cascade       | Plateau Nicoamen, Zone de Stoyoma-Lytton, Groupe de Anderson River, Zone du Mont Thynne, Monts Hope du Nord                                                                                 | Stoyoma Mountain       | 2 267 m | [A1]  |
| Chaînon Skagit                          | Chaînon Cheam, Monts Hope du Sud, Monts Hope, Chaînons frontaliers, Groupe de Custer-Chilliwack, Twin Sisters et piémonts, Massif Baker-Shuksan, Zone de Bacon-Blum-Triumph, Chaînon Picket | Mont Baker             | 3 286 m | [A2]  |
| Chaînon Hozameen                        | Chaînon Bedded, Arête Manson, Chaînon Hozameen central, Chaînon Hozameen méridional | Jack Mountain          | 2 763 m | [A3]  |
| Chaînon Okanagan                        | Chaînon Okanagan du Nord, Nord du col Washington, Zone centrale de Pasayten, Chaînon Cathedral, Snowy-Windy-Chopaka, Chaînon Tiffany, Zone d'Aeneas-Palmer, Zone de Loup Loup               | Mont Lago              | 2 665 m | [A4]  |
| Zone de Mountain Loop                   | Monts Cultus, Round-Gee-Deer, Zone de White Chuck, Three Fingers-Whitehorse, Inner Mountain Loop, Zone de Pilchuck, Arête Ragged, Zone de Monte Cristo                                      | Pic Sloan              | 2 388 m | [A5]  |
| North Cascades centrales                | Arête Ragged, Zone de Goode-Logan-Black, Massif Eldorado, Massif Buckner-Boston, Zone de Buckindy-Snowking, Crête Ptarmigan, Massif Bonanza                                                 | Pic Bonanza            | 2 899 m | [A6]  |
| Monts Methow                            | Sud du col Washington, Chaînon Gardner, Monts Methow du Nord, Arête Sawtooth, Monts Methow du Sud                                                                                           | North Gardner Mountain | 2 730 m | [A7]  |
| Zone du pic Glacier-Nord du col Stevens | Massif du pic Glacier, Pugh-Black, Chaînon Dakobed, Arête Chiwawa, Monts White, Arête Wenatchee, Wild Sky, Arête Nason                                                                      | Pic Glacier            | 3 213 m | [A8]  |
| Monts Entiat                            | Monts Entiat du Nord, Monts Entiat du Sud | Mont Fernow            | 2 819 m | [A9]  |
| Monts Chelan                            | Monts Chelan du Nord, Monts Chelan du Sud | Pic Cardinal           | 2 618 m | [A10] |

## Zones protégées

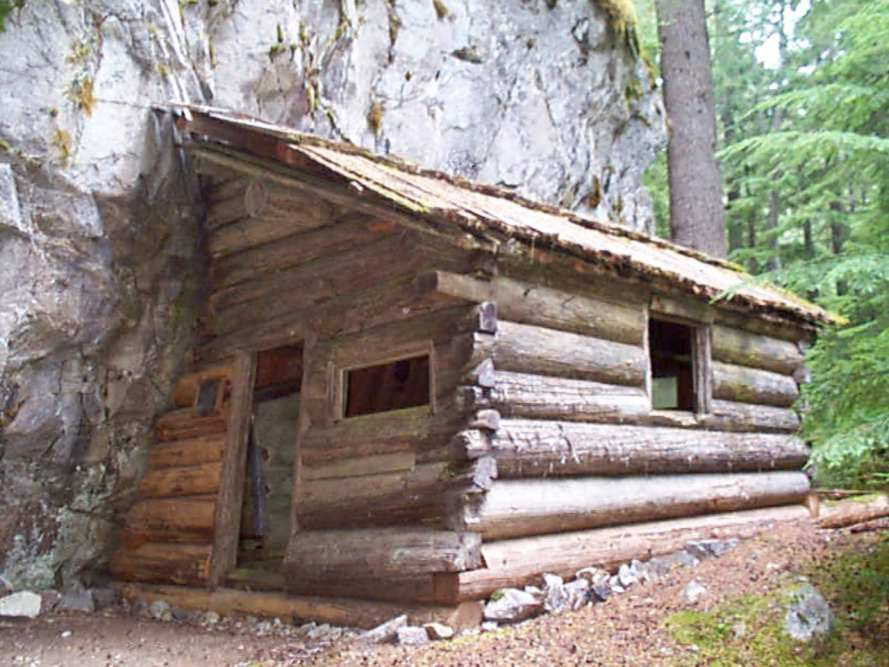
La Rock Cabin, cabane protégée située dans le parc national des North Cascades.

Les North Cascades comprennent plusieurs zones protégées. La plus importante dans l'État de Washington est le parc national des North Cascades qui occupe la majeure partie de la région située entre le mont Baker et l'axe central des Cascades (axe connu sous l'appellation Cascade divide en anglais).